# Kootenay (rivier)
De Kootenay is een rivier in de Verenigde Staten en Canada met een lengte van 780 km die uitmondt in de Columbia.
Het debiet bedraagt 782 m³/s. Het stroomgebied heeft een oppervlakte van 50.298 km². Zijrivieren zijn de Elk River, de Yaak en de Slocan.

## Loop

### Bovenloop
De rivier de Kootenay ontstaat op de zuidflank van Hungabee Mountain (3492 m) in de Bow Range (deel van de Continental Ranges van de Canadese Rockies). Na een twintigtal kilometer bereikt ze het hoofddal waarin ook weg 93 loopt, zo'n 7 kilometer lager dan Vermillion Pass op de Continental Divide. Bij Kootenay Crossing bereikt de rivier een groot dal, dat de rivier voor zo'n 60 kilometer naar het zuiden volgt. Ten oosten van dit breed dal liggen de Main Ranges, ten westen ervan liggen de Kootenay Ranges. Ongeveer halverwege verlaat de weg nummer 93 het dal richting westen.
Uiteindelijk breekt de rivier door naar het westen, doorheen de Kootenay Ranges, om zo bij Canal Flats de Rocky Mountain Trench te bereiken.

### Middenloop
Bij Canal Flats stroomt de Kootenay enkele kilometers ten zuiden van de bron van de Columbia, de rivier waarin ze uitmondt. Vroeger waren er plannen om de Kootenay hier af te leiden naar de Columbia, zodat de benedenloop van de Kootenay drooggelegd zou worden. Deze plannen werden niet uitgevoerd. De Kootenay gaat hier vandaag nog steeds zuidwaarts, om zo'n 140 kilometer door de Trench te blijven stromen, een breed trogdal. Vanaf Canal Flats tot de grens met de VS volgt weg nummer 93 opnieuw de Kootenay. Voordat de grens met de Verenigde Staten bereikt wordt, voegt de Elk River (de belangrijkste linkerzijrivier) zich nog bij de Kootenay.

### Benedenloop
Wanneer ze de grens met de Verenigde Staten bereikt, verlaat de rivier de Rocky Mountain Trench naar het westen. Voor meer dan 200 kilometer loopt de rivier hier door de Amerikaanse staat Montana. Hier passeert ze onder meer Libby en de Kootenai Falls, een serie watervallen. De rivier draait vervolgens terug naar het noorden om opnieuw Canada binnen te stromen. Daar passeert ze Creston en stroomt ze door het grote Kootenay Lake. Onder meer het stadje Nelson ligt aan dit meer. Verderop mondt de Slocan uit in de Kootenay en nog wat verder mondt de Kootenay ten slotte bij Castlegar uit in de Columbia.
- Gemeinsame Normdatei: 4318489-3
- Library of Congress Control Number: sh85072939
- National Archives and Records Administration: 10043084
- Nationale Bibliotheek van Israël: 987007545968905171
- Virtual International Authority File: 413144783182500340001